# Elecciones al Senado de Argentina de 1901
Las Elecciones al Senado de la Nación Argentina de 1901 fueron realizadas a lo largo del mencionado año por las Legislaturas de las respectivas provincias para renovar 10 de las 30 bancas del Senado de la Nación. En la Capital Federal el senador fue electo mediante el sistema indirecto de votación, donde se eligieron a electores que luego se reunirián en el Colegio Electoral y proclamarían al senador electo.

## Cargos a elegir
| Provincia           | Senado    | Senado    |
| Provincia           | Senadores | A renovar |
| ------------------- | --------- | --------- |
| Buenos Aires        | 2         | 1         |
| Capital Federal     | 2         | 1         |
| Catamarca           | 2         | 1         |
| Córdoba             | 2         | 1         |
| Corrientes          | 2         | —         |
| Entre Ríos          | 2         | —         |
| Jujuy               | 2         | —         |
| La Rioja            | 2         | —         |
| Mendoza             | 2         | 1         |
| Salta               | 2         | —         |
| San Juan            | 2         | —         |
| San Luis            | 2         | 2         |
| Santa Fe            | 2         | 1         |
| Santiago del Estero | 2         | 1         |
| Tucumán             | 2         | 1         |
| Total               | 30        | 10        |

## Resultados por provincia
| Provincia           | Senador electo         |
| ------------------- | ---------------------- |
| Buenos Aires        | Bartolomé Mitre        |
| Capital Federal     | José Evaristo Uriburu  |
| Catamarca           | Francisco C. Figueroa  |
| Córdoba             | Donaciano del Campillo |
| Mendoza             | Jacinto Álvarez        |
| San Luis            | Eriberto Mendoza       |
| San Luis            | Lindor Quiroga         |
| Santa Fe            | Eugenio Puccio         |
| Santiago del Estero | Dámaso E. Palacio      |
| Tucumán             | Brígido Terán          |

1. ↑  Renunció el 5 de junio de 1902, lo reemplaza Bernardo de Irigoyen el 19 de agosto de 1902. Bernardo de Irigoyen falleció el 27 de diciembre de 1906, lo reemplaza Marcelino Ugarte el 10 de enero de 1907.
2. ↑  Renunció el 28 de octubre de 1908, lo reemplaza Antenor Álvarez el 12 de junio de 1909.

### Capital Federal
En la elección del 3 de febrero de 1901 es electo José Evaristo Uriburu.